# Specimen (Band)
Specimen, auch The Specimen, ist eine Band, die 1980 in Bristol, England, gegründet wurde und als einer der Wegbereiter des Gothic gilt.

## Geschichte
Im Jahr 1982 ließ sich die Band in Soho, London nieder, wo sie im Batcave Club spielte, der im Jahr 1982 von Olli Wisdom, dem Sänger der Band, gegründet und bis zum Jahr 1983 geleitet wurde.
Bis zur Veröffentlichung der Kompilationen Warm Wet Cling – Film Red Velvet Crush und Azoic im Jahr 1997 erschienen nur Singles und ein Minialbum. Bald beschäftigten sich die einzelnen Mitglieder mit anderen Projekten.
Im Juli 2008 kam die Besetzung von 1983 noch einmal zusammen und trat zum 25. Geburtstag des Batcave in London auf.
Im Jahr 2013 erschien das Album Wake the Dead.

## Diskografie

### Alben
- 1983 – Batastrophe (Sire Records)
- 2007 – Electric Ballroom (Metropolis Records)
- 2008 – Alive at the Batcave (Eyes Wide Shut Recordings)
- 2013 – Wake the Dead (Batcave Music)

### Singles und EPs
- 1983 – The Beauty of Poison (London Records)
- 1983 – Returning (London Records)
- 1983 – Returning from a Journes (London Records)
- 1985 – Sharp Teeth (The Trust)
- 1986 – Indestructable (Rampant Records)
- 2006 – Kiss Kiss Bang / Japanese Disco (NagNagNag Records)

### Kompilationen
- 1997 – Wet Warm Clingfilm Red Velvet Crush (Cleopatra Records)
- 1997 – Azoic (Jungle Records)
- 2007 – Batcave (Cleopatra Records)